# Целль-ам-Хармерсбах
Целль-ам-Ха́рмерсбах (нем. Zell am Harmersbach) — город в Германии, в земле Баден-Вюртемберг. 
Подчинён административному округу Фрайбург. Входит в состав района Ортенау.  Население составляет 8063 человека (на 31 декабря 2010 года). Занимает площадь 36,43 км². Официальный код  —  08 3 17 146.